# Danbury Trashers
Danbury Trashers var ett ishockeylag i United Hockey League (UHL) med bas i Danbury i Connecticut. Det etablerades 2004, av James Galante, som utnämnde sin 17-årige son, A.J. Galante, till ordförande och general manager. Galante köpte franchiserätterna för en halv miljon dollar och investerade ytterligare 1,5 miljoner dollar för att uppgradera lagets hemmaarena, Danbury Ice Arena, från en anläggning med 750 platser till en arena med 3 000 platser.

## Historia

### Grundande
Danbury Trashers grundades som ett expansionslag i United Hockey League (UHL) den 1 april 2004 av James Galante, som betalade en franchiseavgift på $500 000 till ligan. Galante hade tidigare övervägt att investera i New Haven Knights. Han köpte franchiserättigheterna till laget efter att ha sett entusiasmen för ishockey i Danbury, då hans son A.J. spelat i high school. Han utsåg sedan A.J. till ordförande och General Manager. Då A.J. utsågs till ordförande var han 17 år gammal och gick i high school, något som först troddes  vara ett aprilskämt. Efter examen från gymnasiet gick Galante på Manhattanville College samtidigt som han behöll sin plats i organisationen.
Det nya laget fick namnet Trashers, en hänvisning till James Galantes huvudsakliga verksamhet, och logotypen designades av vänner till A.J. Trashers kom att spela sina matcher i Danbury Ice Arena, en ishall med 750 platser, som användes för de lokala hockeyligorna. Som en del av franchiseavtalet behövde arenan utökas, vilket gjorde att Galante investerade ytterligare 1,5 miljoner dollar för att renovera arenan och förvandla den till en anläggning med 3 000 sittplatser.

### Image
Galante föreställde sig ett fysiskt lag med en "bad-boy image" och att bli det hårdaste laget i UHL. För att uppfylla detta skrev han kontrakt med Garrett Burnett, Rumun Ndur och Brad Wingfield, som tidigare hade satt rekord i antalet utvisningsminuter i UHL under säsongen 2002–2003. Han tog också in skickliga spelare som Jim Duhart, som ledde poängligan i UHL, samt före detta NHL-spelarna Brent Gretzky och Michael Rupp, som spelade för laget under lockouten i NHL 2004–2005.
Som tränare utsågs Todd Stirling, son till New York Islanders tidigare huvudtränare Steve Stirling. A.J.:s tidigare gymnasietränare, Bob Stearns, anställdes som assisterande tränare.
Under sin första säsong satte Trashers ett ligarekord på utvisningsminuter. Säsongen innehöll två separata bråk och avstängningar av flera spelare. Danbury slutade tvåa i sin division och slogs ut i slutspelet av de blivande Colonial Cup-mästarna, Muskegon Fury. Under sitt andra år vann Trashers Eastern Division och nådde finalen. Trashers enda förlust under säsongen kom i finalmatchen mot Kalamazoo Wings.

### Kontrovers och slutet på Trashers
I juni 2006 åtalades James Galante för 72 olika anklagelser, bland annat utpressning. En av anklagelserna som direkt gällde Trashers var bedrägeri, och av falska dokument med lönetak. Trashers hade kringgått UHL:s årliga lönetak på 275 000 dollar genom att ge spelare eller deras respektive bostadsbidragscheckar. Uppskattningar var att Trashers hade överskridit lönetaket med 475 000 dollar vilket gjorde att den totala lönelistan var närmare 750 000 dollar. Galante erkände sig skyldig, dömdes till 87 månaders fängelse och var tvungen att ge upp sina ägarandelar i 25 soptransportföretag.
Under samma tid upplöstes Trashers, med hänvisning till ekonomiska bekymmer, inklusive resekostnader.

## Säsongsstatistik
Förkortningar: GP = matcher, W = vinster, L = förluster, T = oavgjorda, OTL = förluster efter förlängning, SOL = förluster efter straffläggning, Pts = poäng, GF = gjorda mål, GA = insläppta mål, PIM = utvisningsminuter
| Säsong  | GP | W. | L.   | T | OTL | SOL | Pts | GF  | GA  | Plats      | Slutspel                 |
| ------- | -- | -- | ---- | - | --- | --- | --- | --- | --- | ---------- | ------------------------ |
| 2004/05 | 80 | 44 | 29   | - | -   | 7:a | 95  | 265 | 243 | 2:a, östra | Förlust i andra omgången |
| 2005/06 | 76 | 48 | 17:e | - | -   | 11  | 107 | 308 | 227 | 1:a, östra | Förlust i finalen        |